# Bulion odżywczy

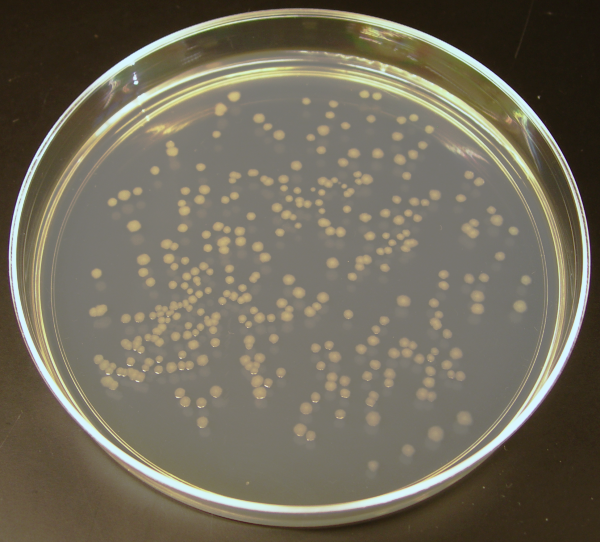
Bakterie E. coli na podłożu odżywczym

Bulion odżywczy – podłoże przeznaczone do hodowli bakterii, które mają niskie wymagania odżywcze. Jest to rodzaj podłoża niezdefiniowanego (kompleksowego, naturalnego).

## Skład
Przybliżony skład w przeliczeniu na 1 litr wody oczyszczonej:
- Trzustkowy hydrolizat żelatyny: 5,0 g
- Wyciąg z mięsa wołowego: 3,0 g
- Pepton
- NaCl

Wyciąg mięsny dostarcza mikroorganizmom azotu, węgla oraz witamin; pepton dostępność azotu oraz węgla, a NaCl zapewnia izotoniczność.